# ヘイガー・USA
『ヘイガー・USA』（原題：I Never Said Goodbye）は、サミー・ヘイガーが1987年に発表した、ソロ名義では9作目のスタジオ・アルバム。オリジナル・リリース時の原題は、セルフタイトルの『Sammy Hagar』だったが、ヘイガーは以前にも同名のアルバムを発表しており、最終的には『I Never Said Goodbye』に改題された。

## 背景
ヴァン・ヘイレン在籍時としては唯一のソロ・アルバムで、ヘイガーはゲフィン・レコードとの契約消化のために、本作を10日ほどの短期間で録音したという。エドワード・ヴァン・ヘイレンが全編でベースを担当したのに加えて、「イーグルス・フライ」の間奏でタッピング奏法を駆使したギターも弾いた。「ギヴ・トゥ・リヴ」と「イーグルス・フライ」はヴァン・ヘイレンのライブでも演奏されており、後者はヴァン・ヘイレン名義のアルバム『5150』（1986年）収録曲の候補にも挙がっていたが、最終的には外された。

## 反響
アメリカのBillboard 200では自身最高の14位を記録した。1987年9月にはRIAAからゴールドディスクの認定を受けている。本作からのシングル「ギヴ・トゥ・リヴ」はBillboard Hot 100で23位に達し、「イーグルス・フライ」はHot 100で82位を記録した。
日本のオリコンLPチャートでは、ヘイガーのソロ・アルバムとしては初のトップ100入りを果たし、最高32位を記録した。イギリスでは、『スタンディング・ハンプトン』（1981年）以来約5年半ぶりに全英アルバムチャートでトップ100入りを果たし、最高86位を記録した。

## 評価
Stephen Thomas Erlewineはオールミュージックにおいて5点満点中2点を付け「滑らかでシンセサイザー重視の音作りと、一貫性に欠ける楽曲が災いして、彼の前3作のアルバムには及ばない出来となった」「パワー・バラードの"Give to Live"はヒットしたし、何曲かのロック・ナンバーは平均以上だが、全体的にはかなり没個性の作品である」と評している。一方、さこたはつみは『BURRN!』誌1987年8月号のレヴューで92点を付け「スライド・ギター、ロックン・ロール、ブラスといったちょっと古めのアメリカン・ロックには必要不可欠だった要素をモダンに処理しながらも大地の熱さを失わない手腕はさすがだ」「エナジェティックなアップテンポの曲も、優しいバラードも心の豊かさと男としての器の大きさを感じさせる暖かみでいっぱいだ」と評している。

## 収録曲
特記なき楽曲はサミー・ヘイガー作。
1. ハンマー・フォールズ - When the Hammer Falls - 4:09
2. ハンズ・アンド・ニーズ - Hands and Knees - 4:50
3. ギヴ・トゥ・リヴ - Give to Live - 4:23
4. ボーイズ・ナイト・アウト - Boys' Night Out - 3:18
5. リターニング・ホーム - Returning Home - 6:20
6. セイム・オールド・クロスロード - Standin' at the Same Old Crossroads - 1:45
7. プライヴァシー - Privacy - 5:23
8. バック・イントゥ・ユー - Back into You (Sammy Hagar, Jesse Harms) - 5:14
9. イーグルス・フライ - Eagles Fly - 5:00
10. セイ・ナウ - What They Gonna Say Now - 5:08

## 参加ミュージシャン
- サミー・ヘイガー - リード・ボーカル、ギター
- ジェシー・ハームス - キーボード、バックグラウンド・ボーカル
- エドワード・ヴァン・ヘイレン - ギター(on #9)、ベース、バックグラウンド・ボーカル
- デヴィッド・ラウザー - ドラムス、バックグラウンド・ボーカル

アディショナル・ミュージシャン
- アルビー・ガルテン - アディショナル・キーボード、パーカッション
- オマー・ハキム - ドラムス・オーヴァーダブ(on #2, #8)[6]